# NGC 332
NGC 332 је галаксија у сазвежђу Рибе која се налази на NGC листи објеката дубоког неба.
Деклинација објекта је + 7° 6' 40" а ректасцензија 0h 58m 49,0s. Привидна величина (магнитуда) објекта NGC 332 износи 13,5 а фотографска магнитуда 14,5. NGC 332 је још познат и под ознакама UGC 609, CGCG 410-21, PGC 3511.